# Peter Eduard Mayer
Peter Eduard Mayer (* 13. Dezember 1945 in München; † 11. April 2018) war ein deutscher Bauingenieur, Baubetriebler und Hochschullehrer.

## Leben
Peter Eduard Mayer, Sohn von Eduard Ludwig und Charlotte Maria Mayer, graduierte 1972 in Bauingenieurwesen an der Technischen Hochschule München. Anschließend absolvierte er ein MBA-Studium am Insead in Fontainebleau. Nach einjähriger Assistenz am Insead war er von 1974 bis 1978 in der Unternehmensberatung Dr. Donhauser & Partner tätig, ab 1978 als Geschäftsführer im Ingenieurbüro Prof. Burkhardt GmbH & Co. in München. Nach seiner Promotion zum Dr. techn. an der Universität Innsbruck wurde er von der Industrie- und Handelskammer für München und Oberbayern zum öffentlich bestellten und vereidigten Sachverständigen für Baupreisermittlung und Abrechnung im Hochbau und Ingenieurbau sowie Baubetrieb und Projektmanagement bestellt.
1992 erhielt er einen Ruf auf die Professur für Bauwirtschaft, Baurecht und Planungsmethoden an die FH Augsburg. 1997 erfolgte die Berufung als Extraordinarius für Projektmanagement und Baurecht an die TU München. 2011 wurde er entpflichtet. 
Mayer engagierte sich für eine integrale und fächerübergreifende Entwicklung des Bauprozessmanagements. Hauptlehr- und Forschungsgebiete waren die Projektplanung und -steuerung, Kostenmanagement und -steuerung sowie Entscheidungsgestützte Bauproduktionsplanung, Entscheidungsmodelle und Projektmanagement. Er veröffentlichte zahlreiche wissenschaftliche Arbeiten, unter anderem das Standardwerk Baubetriebslehre –Projektmanagement : erfolgreiche Steuerung von Bauprojekten.

## Schriften
- mit Peter Greiner, Karlhans Stark: Baubetriebslehre – Projektmanagement : erfolgreiche Steuerung von Bauprojekten, Vieweg + Teubner Verlag, Wiesbaden 2017 (4. Auflage), ISBN 978-3-8348-0658-1
- mit Peter Greiner, Karlhans Stark: Baubetriebslehre – Projektmanagement: Wie Bauprojekte erfolgreich gesteuert werden, Vieweg + Teubner Verlag, Wiesbaden 2015 (3. Auflage), Kindle Edition.